# How Do You Do It?
Singles de Gerry and the Pacemakers
I Like It
(mai 1963)
How Do You Do It? est une chanson de Mitch Murray enregistrée en 1963 par le groupe britannique Gerry and the Pacemakers. Elle a originellement été enregistrée par les Beatles mais laissée dans les cartons jusqu'à son inclusion dans le disque Anthology 1 en 1995.

## Historique
Écrite par l'auteur-compositeur britannique Mitch Murray qui tente, sans succès, de la faire enregistrer par Adam Faith et Brian Poole and The Tremeloes. L'enregistrement démo de How Do You Do It? se retrouve ensuite entre les mains de Ron Richards, l’assistant de George Martin chez Parlophone. Richards la fait écouter à l'éditeur musical Dick James (en) et celui-ci décide la prendre en charge. Murray, qui veut s'assurer du succès de sa chanson, refuse de céder les droits tant qu'elle n'est pas enregistrée et publiée en face A d'un 45 tours.

### Enregistrement par les Beatles
Pistes inédites de Anthology 1
Bésame mucho One After 909
Le 6 juin 1962, au test d'artiste des Beatles chez EMI, ce groupe peu connu fraîchement débarqué de Liverpool enregistre trois titres de Lennon/McCartney; P.S. I Love You, Ask Me Why et Love Me Do, en plus de la reprise Bésame mucho. Martin et Richards ne sont pas convaincu du potentiel de ces chansons, alors, encouragé par James, George Martin décide donc de leur faire enregistrer How Do You Do It? qui deviendrait leur premier single. Les Beatles trouvent que cette chanson ne colle pas à leur image mais, à contrecœur, ils répètent le titre en changeant la tonalité de la démo (de Fa# à Sol) et en modifiant quelque peu les arrangements et les paroles. L'enregistrement est effectué le 4 septembre 1962, à leur seconde séance.
Les Beatles voudraient que leur premier single soit Love Me Do, leur propre composition, réenregistrée la même journée avec Ringo Starr maintenant à la batterie en remplacement de Pete Best. L’agence de publication de musique Ardmore and Beechwood, associée à EMI, à qui ont été promis les droits des chansons écrites par les Beatles, insiste aussi pour voir le titre de Lennon/McCartney en face A. De plus, Dick James, à l'écoute de l'enregistrement effectué par les Beatles, n'est pas satisfait du résultat et, comme son auteur, il ne veut surtout pas voir How Do You Do It?, un succès potentiel, être relégué en face B. George Martin se plie donc aux désirs de tous et prend la décision de publier en single Love Me Do, couplée à P.S. I Love You, qui atteindra une respectable 17e position dans le palmarès britannique. 
L'enregistrement des Beatles de How Do You Do It? est resté inédit jusqu'à sa parution dans la compilation d'archives Anthology 1, le 21 novembre 1995.

## Gerry and the Pacemakers
Quelques mois plus tard, How Do You Do It? est enregistrée par Gerry and the Pacemakers, un autre groupe liverpuldien de l'« écurie » de Brian Epstein. Calquée sur la version des Beatles et produite elle aussi par George Martin, elle sort en single le 14 mars 1963  et se classe no 1 des ventes au Royaume-Uni pendant trois semaines au mois d'avril, avant d'être détrônée par From Me to You, le nouveau tube des Fab Four. Le 5 septembre 1964, elle atteint la neuvième place en Amérique.

## Reprises
How Do You Do It? est ensuite publiée l'année suivante, cette fois enregistrée par les Supremes sur leur album de reprises de tubes de la « British Invasion » intitulé A Bit of Liverpool.
Toujours en 1964, une version de la chanson effectuée par un groupe méconnu, The Swallows, est incluse sur l'album américain Ain't She Sweet (en) (Atco Records) qui possède quatre des huit titres enregistrés par les Beatles à Hambourg en 1961 et 1962.

## Dans la culture populaire
Cette chanson devient la raison pourquoi John Lennon quitte brusquement les Beatles en 1962 dans l'épisode uchronique Snodgrass de la deuxième saison de l'émission de télévision Playhouse Presents du réseau britannique Sky Arts (en).